# Damery (Marne)
Damery ist eine französische Gemeinde mit 1.329 Einwohnern (Stand: 1. Januar 2022) im Département Marne in der Region Grand Est. Sie gehört zum Arrondissement Épernay und zum Kanton Dormans-Paysages de Champagne. Die Einwohner werden Dameryats genannt.

## Geographie
Damery liegt etwa 22 Kilometer südsüdwestlich von Reims an der Marne. Umgeben wird Damery von den Nachbargemeinden Fleury-la-Rivière im Norden, Romery im Norden und Nordosten, Hautvillers im Osten und Nordosten, Cumières im Osten, Mardeuil im Südosten, Vauciennes im Süden, Boursault im Südwesten, Venteuil im Westen sowie Belval-sous-Châtillon im Nordwesten.
Die südliche Gemeindegrenze bildet teilweise die frühere Route nationale 3 (heutige D3). 

## Bevölkerungsentwicklung
| Jahr                       | 1962 | 1968 | 1975 | 1982 | 1990 | 1999 | 2006 | 2018 |
| Einwohner                  | 1397 | 1350 | 1459 | 1461 | 1458 | 1367 | 1472 | 1407 |
| Quellen: Cassini und INSEE |      |      |      |      |      |      |      |      |

## Sehenswürdigkeiten

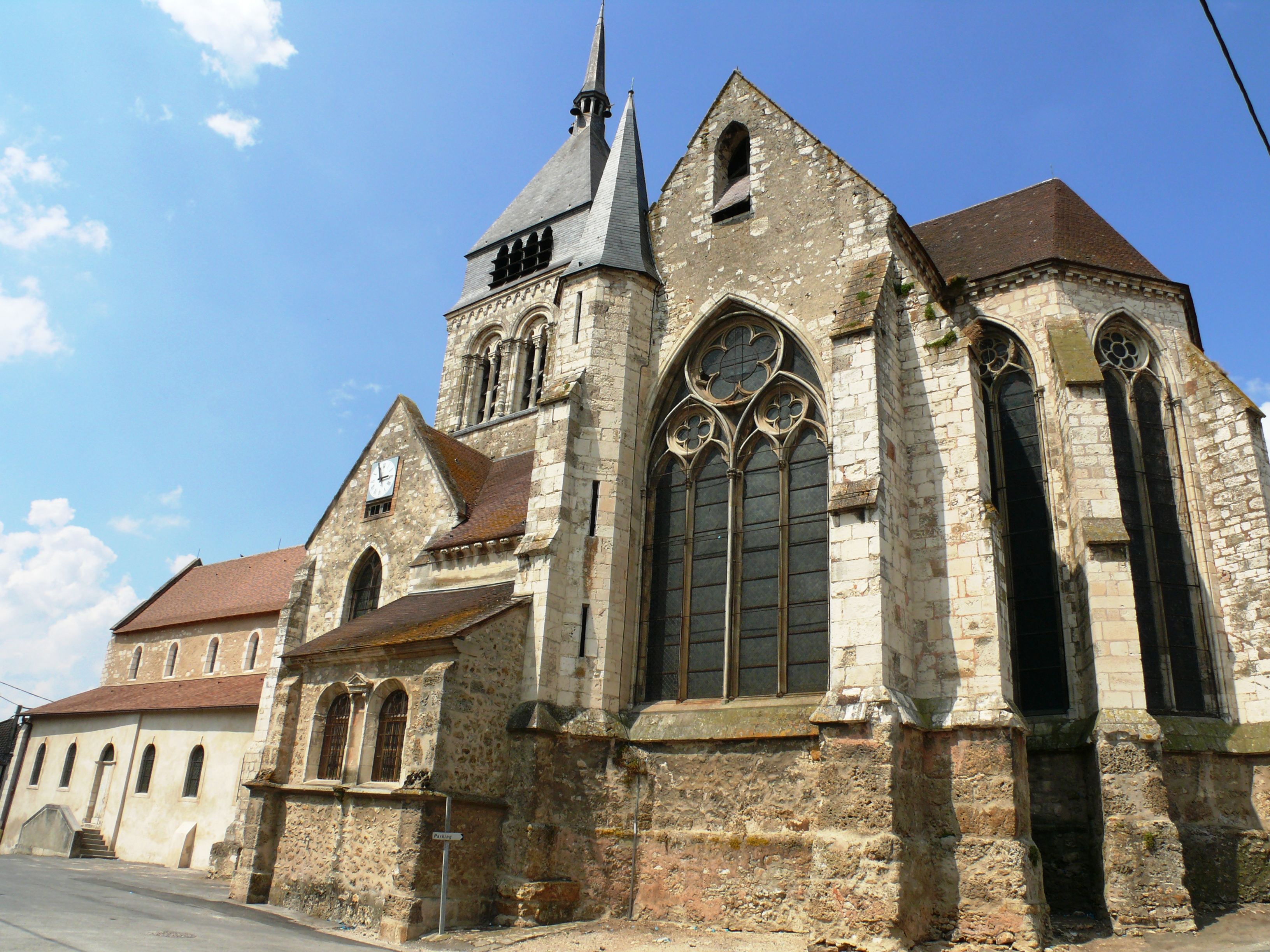
Kirche Saint-Georges

- Kirche Saint-Georges

## Persönlichkeiten
- Adrienne Lecouvreur (1692–1730), Schauspielerin